# Venus Lux
Venus Lux (San Francisco, 10 ottobre 1990) è un'attrice pornografica, regista e produttrice cinematografica statunitense transessuale.

## Biografia

### Infanzia
Lux è nata e cresciuta a San Francisco in California ed è di origini cinesi e mongole, è figlia unica. Prima della carriera pornografica ha lavorato come escort, stripper e barista.

## Carriera

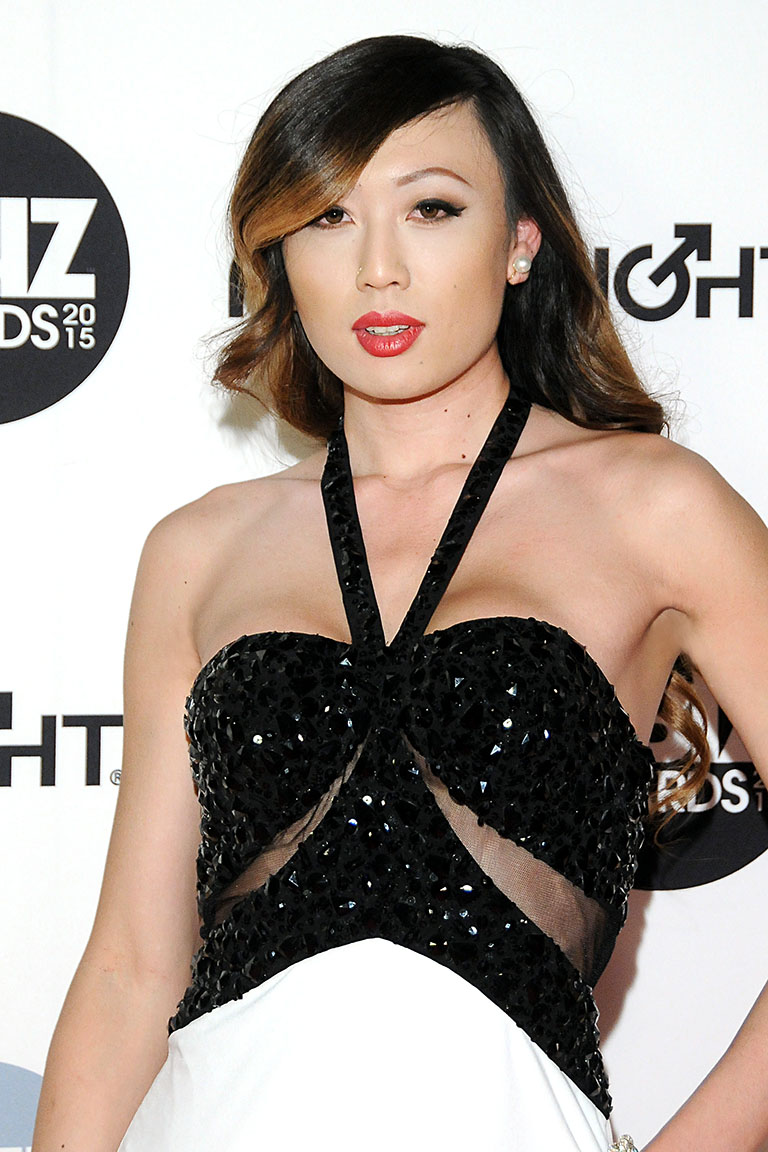
Venus Lux nel 2015

Lux è entrata nell'industria di film per adulti nel 2012 dopo aver ricevuto una email da un talent scout di kink.com. La sua prima scena è stata con Kaylee Hilton per tspussyhunter.com. Quando scelse il suo nome d'arte per la prima volta, Venus era riferito al pianeta dominante della Bilancia, mentre Lux era un'abbreviazione di lussuria. Successivamente ha considerato il significato originale del suo nome d'arte un po' di cattivo gusto e deciso di cambiarlo. Ora afferma che il suo nome d'arte sia il Latino di amore.
Ha vinto il premio AVN Award for Transgender Performer of the Year per due anni consecutivi, nel 2015 e nel 2016, nel 2014 e nel 2015 l'XBIZ Award for Transexual Performer of the Year.

### Altre imprese
Lux possiede uno studio chiamato Venus Lux Entertainment. A dicembre 2014 ha firmato un accordo triennale di distribuzione esclusiva con Pulse Distribution. Nel 2012 ha iniziato a scrivere una rubrica titolata Venus Rising. Ha raccolto alcune di queste rubriche in un libro, intitolato "Venus Lux Diaries", uscito nel marzo 2015. Nell'ottobre 2015 ha lanciato TransGlobal Magazine. Nel 2016 ha fondato Syren Network e il sito TS Fetishes, entrambi varati in primavera. Ha preso parte al documentario pornografico After Porn Ends 2.

## Vita privata
Nel marzo 2009 Lux ha intrapreso la transizione da maschio a femmina. Aveva iniziato a travestirsi diverse settimane prima di andare sotto terapia ormonale e chirurgica per l'aumento del seno.

## Riconoscimenti
- AVN Awards
  - 2015 – Transexual Performer of the Year[9]
  - 2015 – Best Transexual Sex Scene per TS, I Love You con Dana Vespoli[10]
  - 2016 – Transexual Performer of the Year[11]
- XBIZ Awards
  - 2014 – Transexual Performer of the Year[12]
  - 2015 – Transexual Performer of the Year[13]
- Tranny Awards
  - 2014 – Best Hardcore Performer[14]
  - 2014 – Best Scene per Asian Nail Salon con Foxxy[14]
  - 2019 -  Best Scene per Asian Nail Salon con Foxxy[15]
  - 2021 - Lifetime Achievement Award con Jessica Fox[16]
  - 2024 – Best Scene per Asian Nail Salon con Foxxy[17]